# Berluti

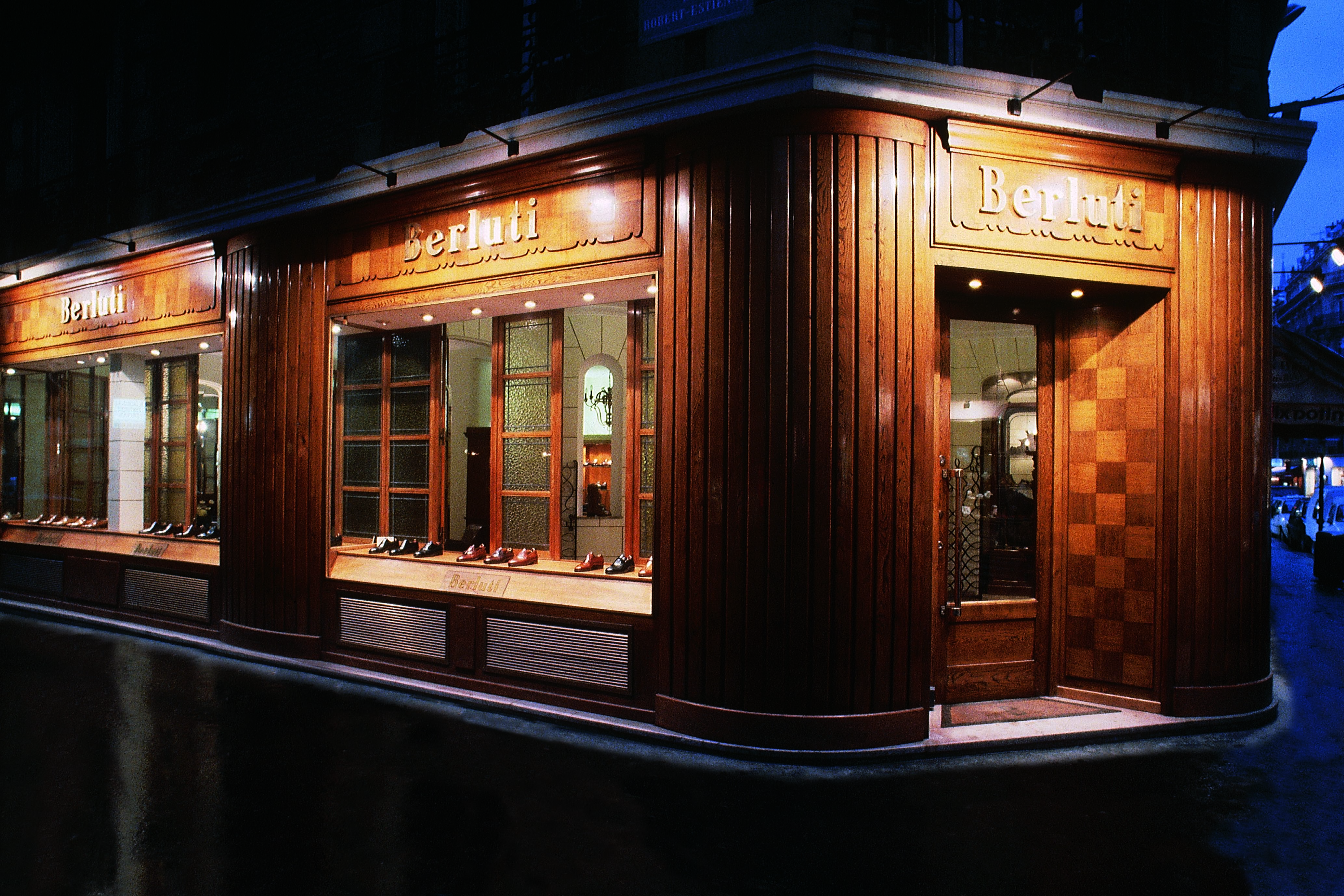
Negozio di Berluti in rue Marbeuf Nell'8º arrondissement di Parigi

Berluti è un marchio di origine italiana e di proprietà di LVMH che produce e vende al dettaglio abbigliamento per uomo. È conosciuto per le sue finiture uniche in pelle di vitello, canguro e alligatore, specialmente nella sua produzione di scarpe e stivali.
Produce anche cinture, borse e portafogli di pelle così come capi su misura e "ready-to-wear" (pronti da indossare).

## Storia
Fondata nel 1895 dall'italiano Alessandro Berluti che all'inizio del Novecento lascia le Marche per aprire un negozio a Parigi. Disegna di suo pugno una scarpa con le stringhe a cui darà il suo nome ed è realizzata con un pezzo unico di pelle senza cuciture visibili. La scarpa viene presentata all'Esposizione Universale di Parigi del 1900, ottenendo successo. Negli anni l'aziendina s'ingrandirà e dal 1990 sarà diretta, anche nel settore creativo, da Olga Squeri, conosciuta come Olga Berluti.
Nel 1993 Berluti è acquisito dal gruppo francese LVMH. L'azienda ha sede a Parigi in rue Marbeuf mentre tutta la produzione manifatturiera di calzature è localizzata a Gaibanella, nel Comune di Ferrara.
Nel 2012 Berluti, diretto da quell'anno dal figlio di Bernard Arnault, A.D. di LVMH, Antoine Arnault (è anche presidente di Loro Piana), acquisisce la sarta di Parigi Arny's e lancia le sue prime collezioni menswear prêt-à-porter con Alessandro Sartori, direttore artistico dell'azienda fino al febbraio 2016 quando lascia il posto a Haider Ackermann.
Nel 2017 Business of Fashion nomina Berluti tra le 16 migliori aziende per cui lavorare nel settore della moda.
Nel marzo 2018 Ackermann lascia e nuovo direttore creativo diventa Kris Van Assche: la sua prima collezione debutta nel gennaio 2019.